# Avitta flavicilia
Avitta flavicilia är en fjärilsart som beskrevs av Holloway 1976. Avitta flavicilia ingår i släktet Avitta och familjen nattflyn. Inga underarter finns listade i Catalogue of Life.